# Бруниера
Бруниѐра (на италиански и на венециански: Brugnera) е град и община в Северна Италия, провинция Порденоне, автономен регион Фриули-Венеция Джулия. Разположен е на 16 m надморска височина. Населението на общината е 9300 души (към 2010 г.).